# Oorlogsherinneringsteken
Het Oorlogsherinneringsteken (Duits: Kriegserinnerungszeiche ook wel Kriegs-Erinnerungskreuz 1914-18) was een in de zomer van 1918 ingestelde militaire onderscheiding van het kleine Duitse hertogdom Saksen-Coburg en Gotha. Het was de bedoeling om het ereteken aan officieren en manschappen uit Saksen-Coburg en Gotha die tijdens de Eerste Wereldoorlog bijzondere verdiensten en moed aan het front hadden getoond toe te kennen. Omdat het besluit laat in de oorlog viel kwam het in de herfst tot het uitreiken van een vrij klein aantal kruisen. In de faleristische literatuur wordt van "niet meer dan enige honderden kruisen" gesproken.
De stichter, Karel Eduard van Saksen-Coburg en Gotha, liet op het kruis een monogram "CE", een lauwertak en het jaartal "1914" aanbrengen. Er bestaan twee uitvoeringen van het kruis. Alleen van het geoxideerde kruis van oorlogsmetaal (koper) aan lint is zeker dat het een officiële onderscheiding is. De op de borst gedragen verzilverd bronzen of bronzen "Steckkreuze" zijn een particulier initiatief. Officieren hebben de onderscheiding in particuliere opdracht laten vervaardigen. Omdat het Hertogdom Saksen-Weimar en Gotha inmiddels niet meer bestond werd daar niet officieel tegen opgetreden.
Op de keerzijde van de geoxideerd koperen kruisen is centraal het niet gekroonde Saksische wapen afgebeeld. Net als bij het IJzeren Kruis dat als voorbeeld heeft gediend werden de verzilverde of bronzen kruisen als een typisch Duits "steckkreuz" op de borst gespeld. De officiële kruisen werden aan een zwart lint met oranje bies en oranje-groene strepen op de linkerborst gedragen. Alle kruisen hebben een diameter van 29 millimeter en wegen 7,5 gram.
De regerende hertog van Saksen-Coburg en Gotha was erekolonel van het VIe Thüringischen Infanterie-Regiments Nr. 95. De rekruten en vrijwilligers uit Saksen-Coburg en Gotha dienden meestal in dat regiment.